# Songun

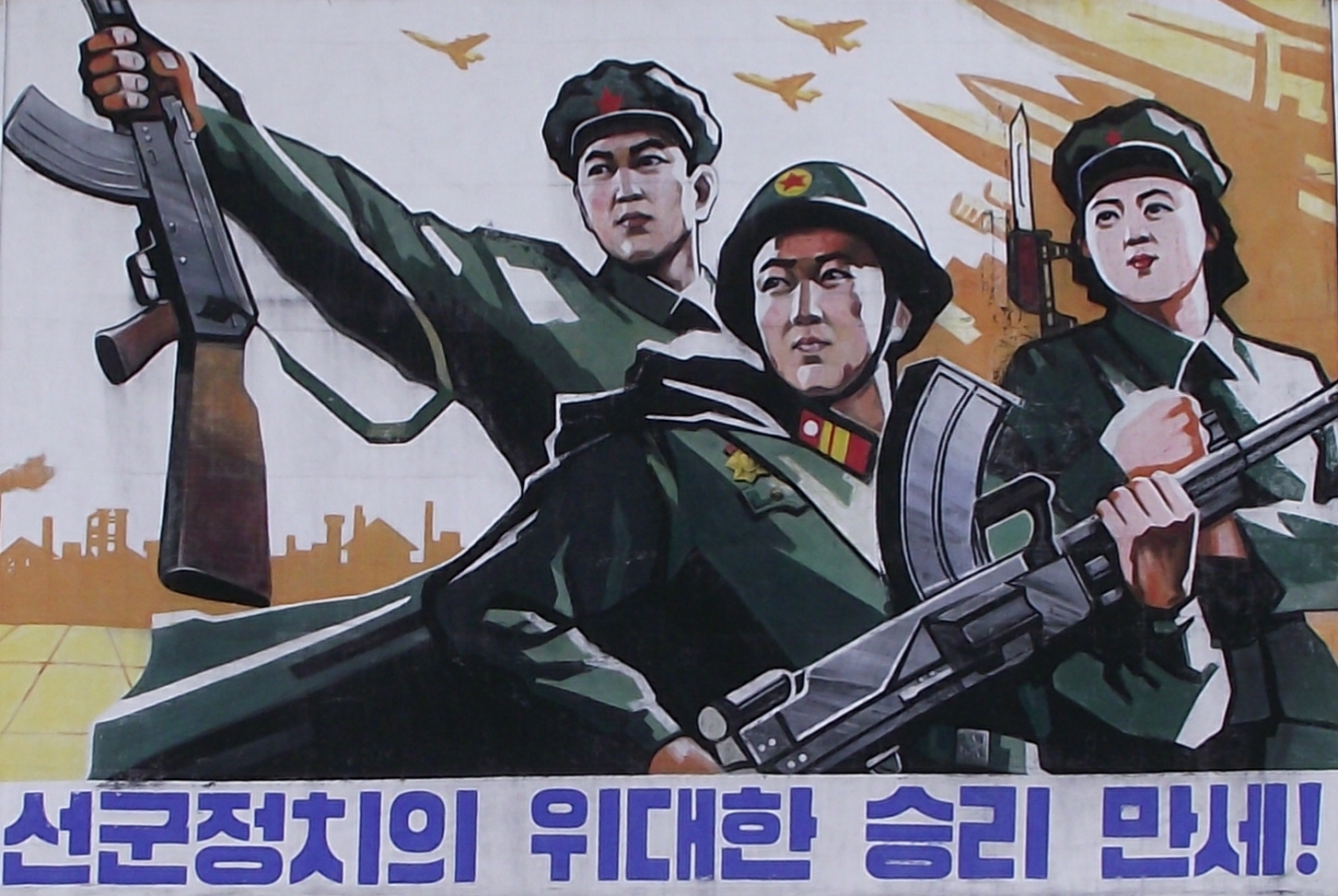
Arte propagandístico que promociona el Songun. El texto en coreano dice: "¡Viva la gran victoria de la Política Songun!"

Songun o Política songun (en chosŏn'gŭl, 선군정치; McCune-Reischauer, songun chongch'i) es la idea de priorizar los asuntos militares como defensa del país y de la revolución.
Es una idea original coreana creada por el presidente Kim Il-sung durante la Ocupación japonesa de Corea en la década de 1920. En concreto en el año 1926 se recogía en el programa de la Unión para Derrotar al Imperialismo la idea de derrotar con armas al imperialismo japonés, alcanzar la independencia nacional y construir el socialismo en Corea. 
En Corea se festeja el "Día de Songun" el 25 de agosto.

## Orígenes

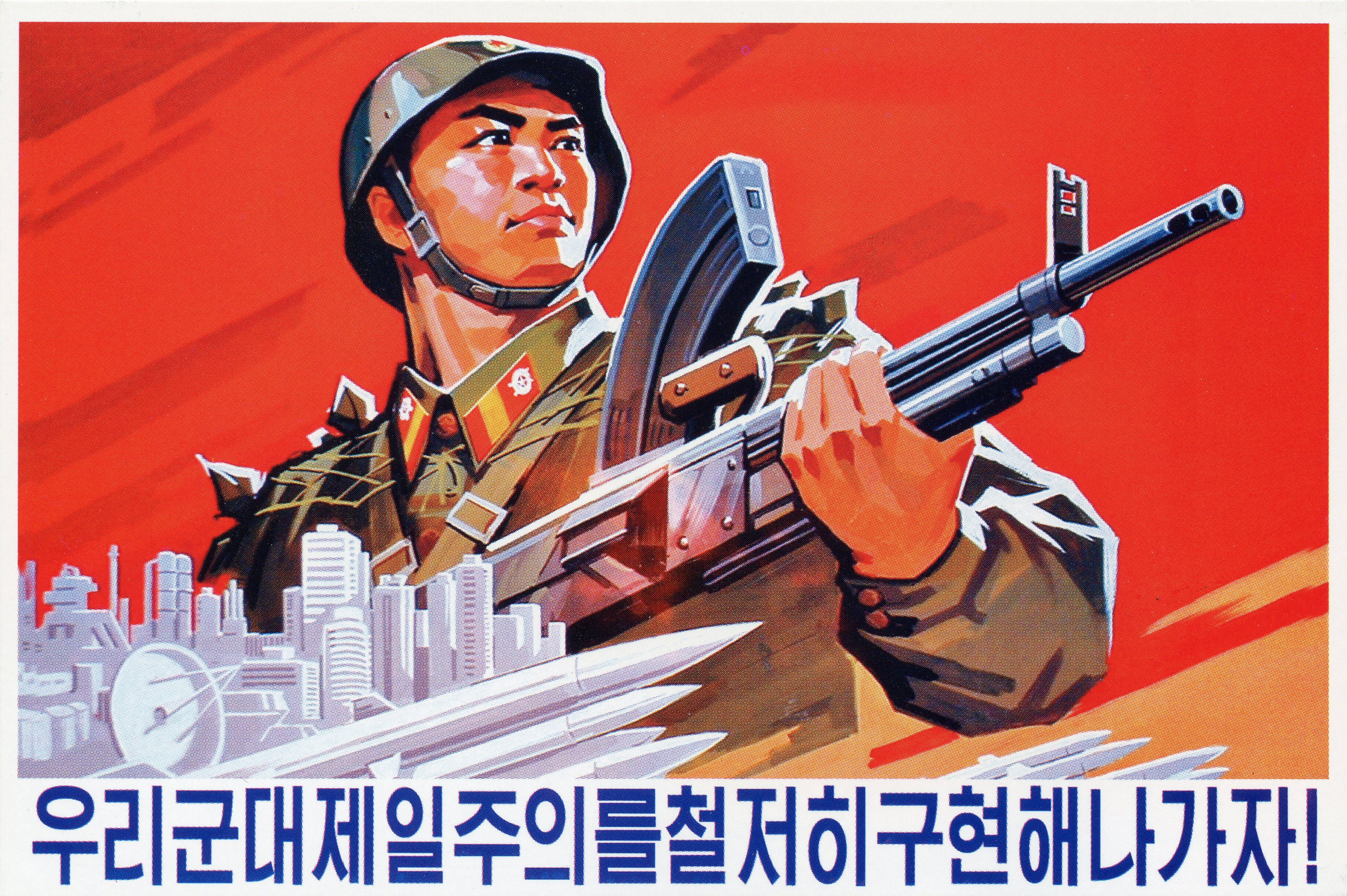
Postal con temática militar.

Es una idea que tiene raíces en la idea Juche, en defender y realizar la independencia de las masas populares, del país y la nación coreana. 
Nació de la necesidad de liberar Corea de la ocupación japonesa, al presentarse la línea de la lucha armada antijaponesa basada en los principios del Songun en la conferencia de cuadros dirigentes de la Unión de la Juventud Comunista y la Unión de la Juventud Antiimperialista, celebrada en Kalun, China, el 30 de junio de 1930, que fue cuando se materializó totalmente.

## Desarrollo

La bandera más cercanamente asociada con el Songun, la Bandera del Supremo Comandante del Ejército Popular de Corea.

Se denomina la 'ideología del fusil', la cual se basa en queː "La revolución inicia, avanza y se culmina en virtud de las fuerzas armadas", esto es, que la independencia del país se garantiza mediante el fortalecimiento del  Ejército Popular.

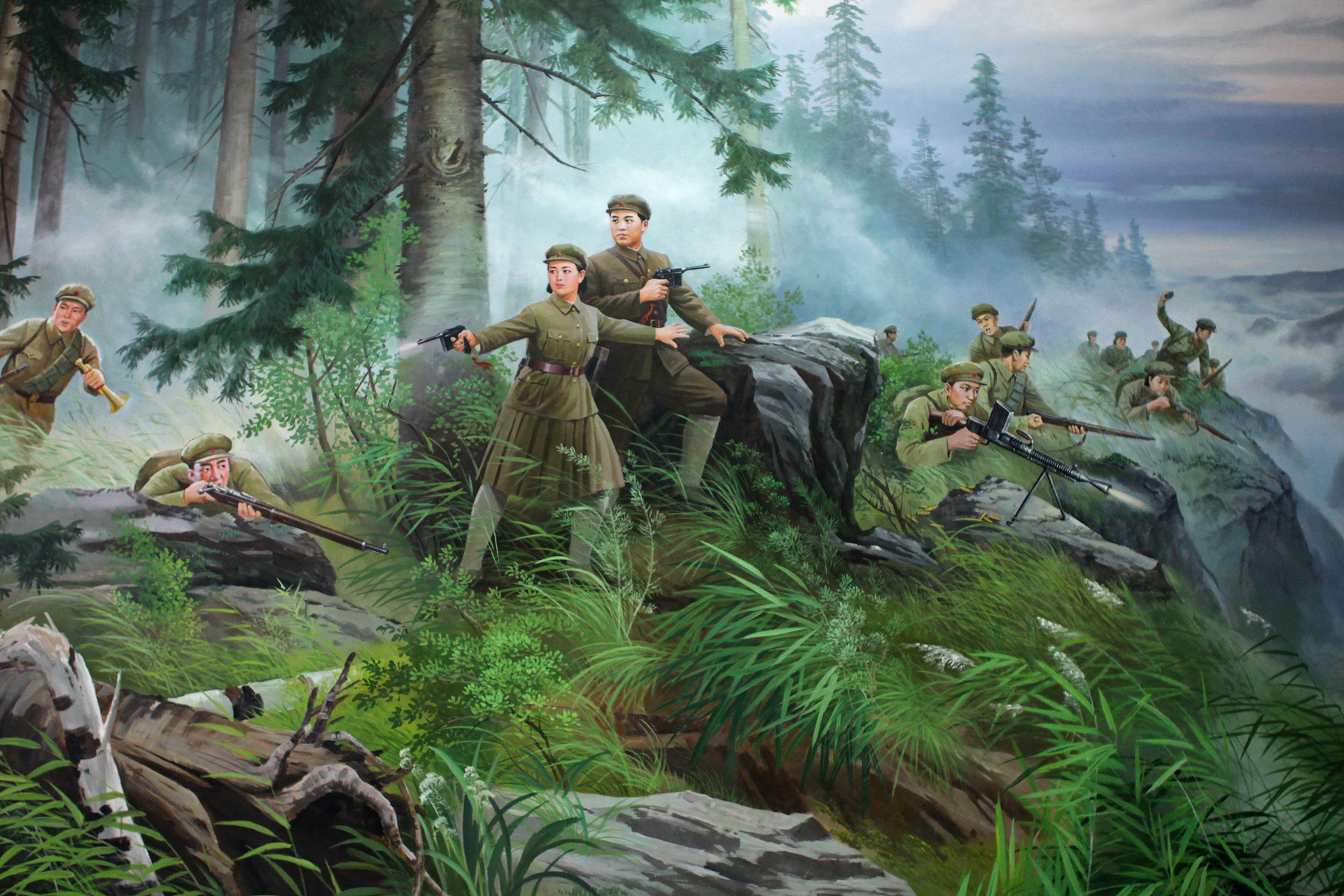
Cartel propagandístico de la Gran Madre Kim Jong-suk salvaguardando al Gran Líder Camarada Kim Il-sung a riesgo de su vida.

El dirigente Kim Jong-il empezó a profundizar esta idea en la década de 1960, durante una visita a una base de artillería pesada. Usando las directrices del Songun, prestó la atención primordial al fortalecimiento del Ejército Popular, dirigiendo personalmente operaciones militares en varias ocasiones, como los incidentes del barco USS Pueblo en enero de 1968 y del avión “EC-121” en abril de 1969.

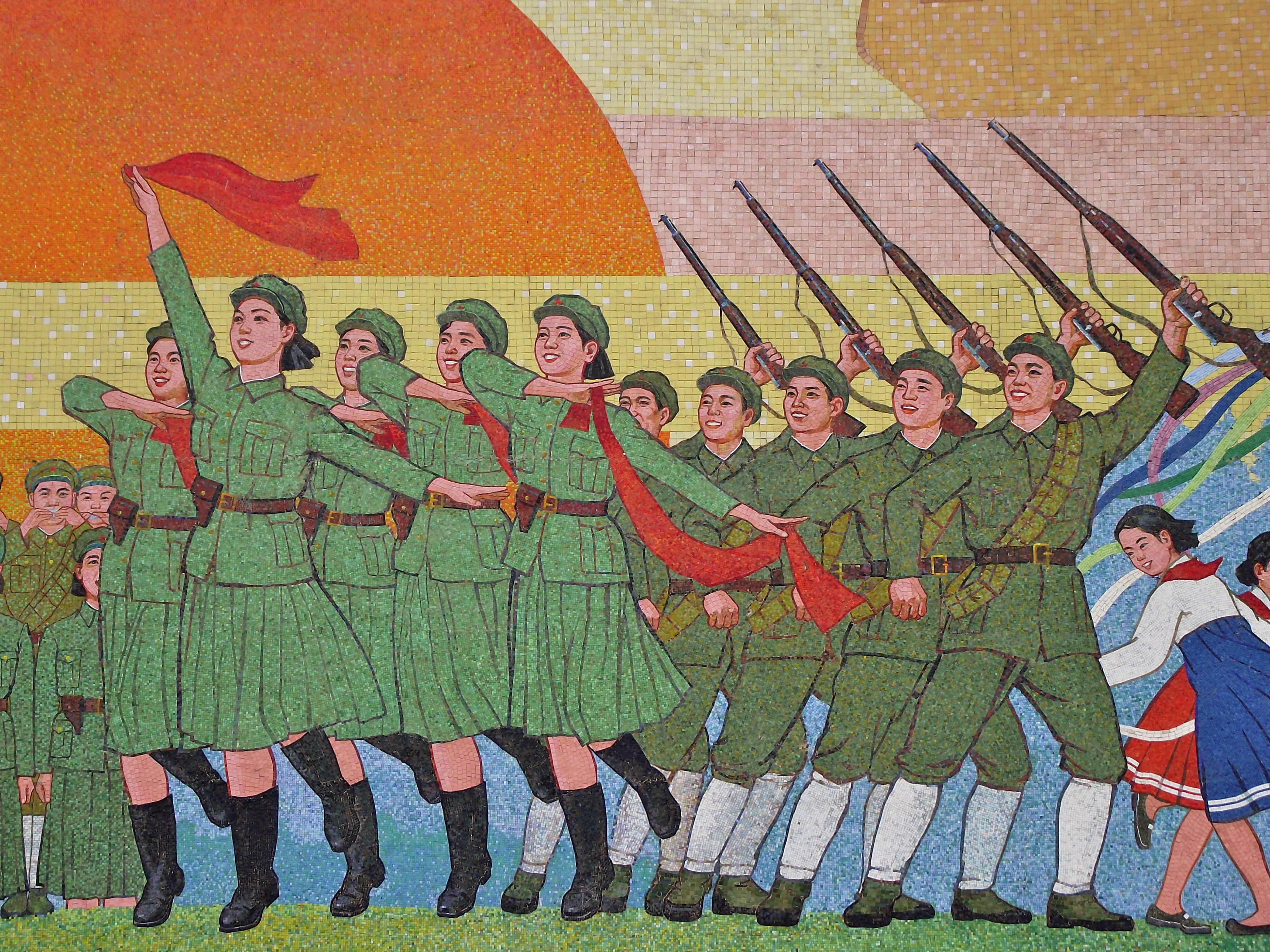
Un mural propagandístico en Pionyang.

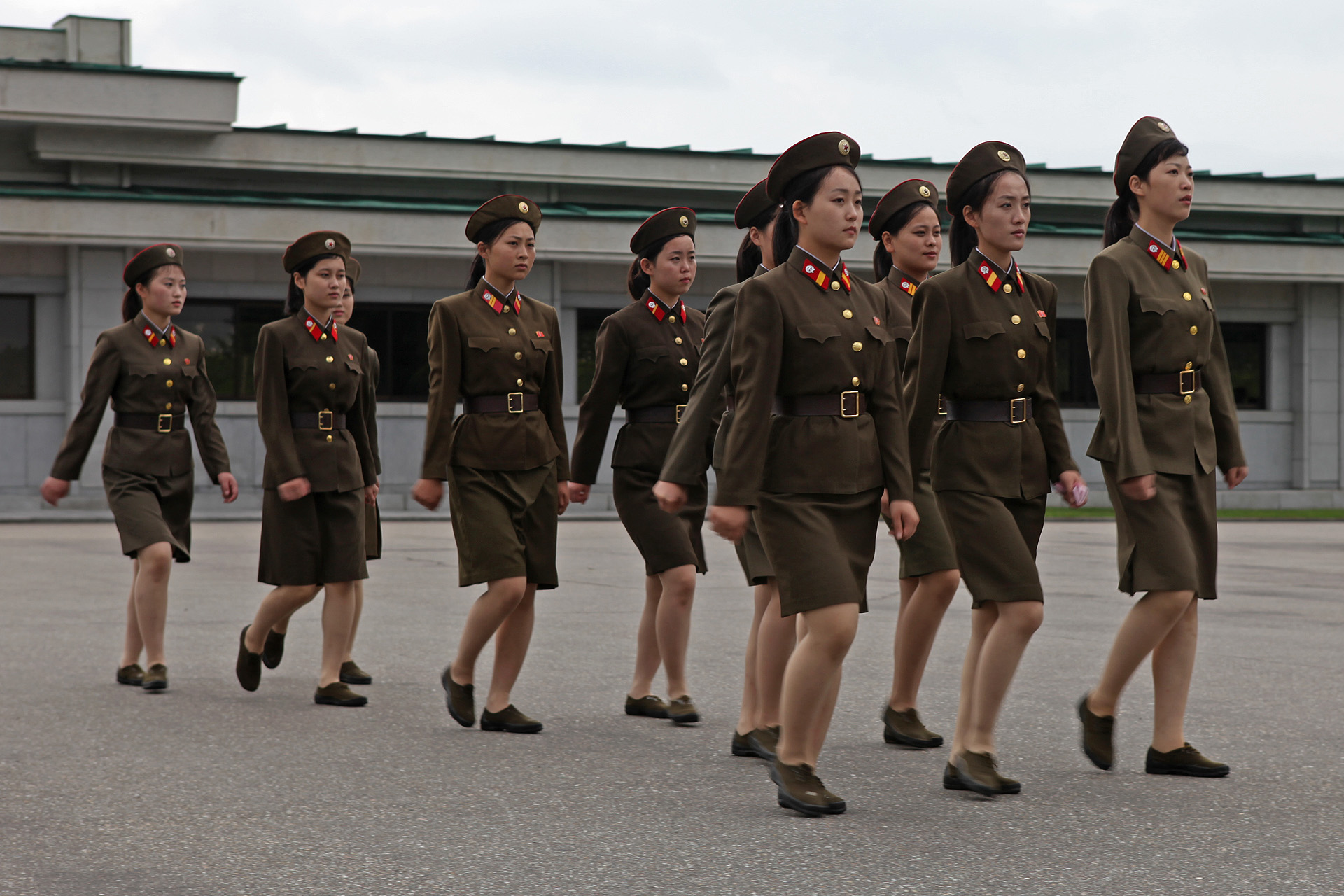
Mujeres soldado norcoreanas.

Durante su liderazgo se profundizó en tanto en cuanto el ejército es el garante de la independencia nacional, siendo los propios ciudadanos coreanos partícipes de ello. Esta política llegó a su culmen a mediados de la década de 1990, estando aún reciente la caída de la URSS y frente a la posibilidad de un ataque estadounidense.

### Principios
El principio del Songun es que el ejército implica el partido (Partido del Trabajo de Corea), Estado y pueblo. Esto significa que el ejército es decisivo en una confrontación y en la autodefensa, siendo importante su fortalecimiento. Aparte de que el ejército puede ser el grueso de la revolución. Esto significa que el ejército, en término de disciplina, es vértebra de la sociedad.
Según fuentes, aparte de esto, el ejército tiene que tener inevitablemente un carácter antiimperialista. Un soldado tiene los mismos derechos que cualquier compañero de escalafón superior, lo que quiere decir que las relaciones entre los oficiales y los soldados no son como las existentes entre los que mandan y los que obedecen, sino que son relaciones entre los compañeros de armas revolucionarios.
Según la idea del Songun, el espíritu revolucionario de los militares es la máxima manifestación de la conciencia de la clase obrera y su espíritu revolucionario, y la poderosa arma ideo-espiritual y la principal fuerza motriz que impulsan la revolución y la edificación. Así es su posición y papel en el desarrollo de la época y la revolución.
Por otro lado está lo que se denomina sujeto de la revolución,  que son las masas populares organizadas militar, educativa e ideológicamente.

### Relación con otras ideologías
La idea del Songun está estrechamente relacionada con la idea Juche, siendo complementarias. La primera es el complemento de autodefensa, mientras que la segunda está más referida a la construcción del socialismo y a la filosofía coreana del socialismo.
Hay que recordar que la Guerra de Corea sigue hasta el día de hoy, dado que el enfrentamiento armado acabó con el Acuerdo de Armisticio de Corea. De ahí el carácter antiimperialista, centrado contra los Estados Unidos. 
Podría estar también relacionada lejanamente con el pacifismo, mediante la locución latina Si vis pacem, para bellum (Si quieres la paz, prepara la guerra).[cita requerida]